# Agapetus productus
Agapetus productus är en nattsländeart som först beskrevs av Douglas E. Kimmins 1962.  Agapetus productus ingår i släktet Agapetus och familjen stenhusnattsländor. Inga underarter finns listade i Catalogue of Life.